# جیمز بنتلی
جیمز بنتلی (انگلیسی: James Bentley؛ زادهٔ ۱۴ ژوئیهٔ ۱۹۹۲) بازیگر اهل ایالات متحده آمریکا است.
از فیلم‌هایی که وی در آن نقش داشته است، می‌توان به نرون، دیگران و زندگی و مرگ پیتر سلرز اشاره کرد.
وی همچنین برندهٔ جوایزی همچون جایزه هنرمند جوان شده است.